# Halfdan (Alfdeni)
Halfdan (Alfdeni, født ca. 758[kilde mangler], død efter 807) var formentlig en person i den danske kongeslægt.
Der vides kun lidt om ham, da han kun optræder i et par samtidige kilder.
I 782 oplyser de Frankiske rigsannaler, at Halfdan sammen med Osmund og Godfred dukker op som udsendinge fra kong Sigfred ved Karl den Stores rigsdag i Sachsen ved Paderborn, men yderligere oplysninger foreligger ikke.
I 807 oplyser franske annaler, at "Alfdeni" (Halfdan) med et stort følge underkaster sig Karl den Store. Han betegnes som "Northmannorum dux", det vil sige en mindre nordisk fyrste. Med sig havde han sine fire sønner[kilde mangler]: Anulo, Hemming, Harald Klak og Reginfred. Dette sker på et tidspunkt, da den danske konge hed Godfred. Denne var i 804 indbudt til møde med Karl den Store efter, at denne havde afsluttet underkuelsen af sakserne, og han mødte med en stor flåde, men mødet kom ikke i stand. I 808 foretager Godfred sit angreb på abodritterne, hvorunder handelspladsen Reric afbrændes og købmændene tvangsforflyttes til Hedeby. Det er nærliggende at formode, at Halfdan har været imod den konfrontationspolitik i forhold til Karl den Store, som Godfred stod for, og at dette har ført ham til beslutningen i 807. Der kan også ligge en intern magtkamp bag. Historikerne formoder, at hans valg var påvirket af besøget i 782, selvom dette ikke kan bevises.
Hans senere skæbne kendes ikke, men formodentlig er han blevet vel modtaget og har fået en ærefuld plads ved hoffet, og flere af hans sønner optræder senere som lensmænd for Karl.